# Giuseppe Mengoni
Giuseppe Mengoni (* 2. November 1829 in Fontanelice; † 30. Dezember 1877 in Mailand) war ein italienischer Ingenieur und Architekt des Historismus. Sein Hauptwerk war die Galleria Vittorio Emanuele am Mailänder Domplatz.

## Leben

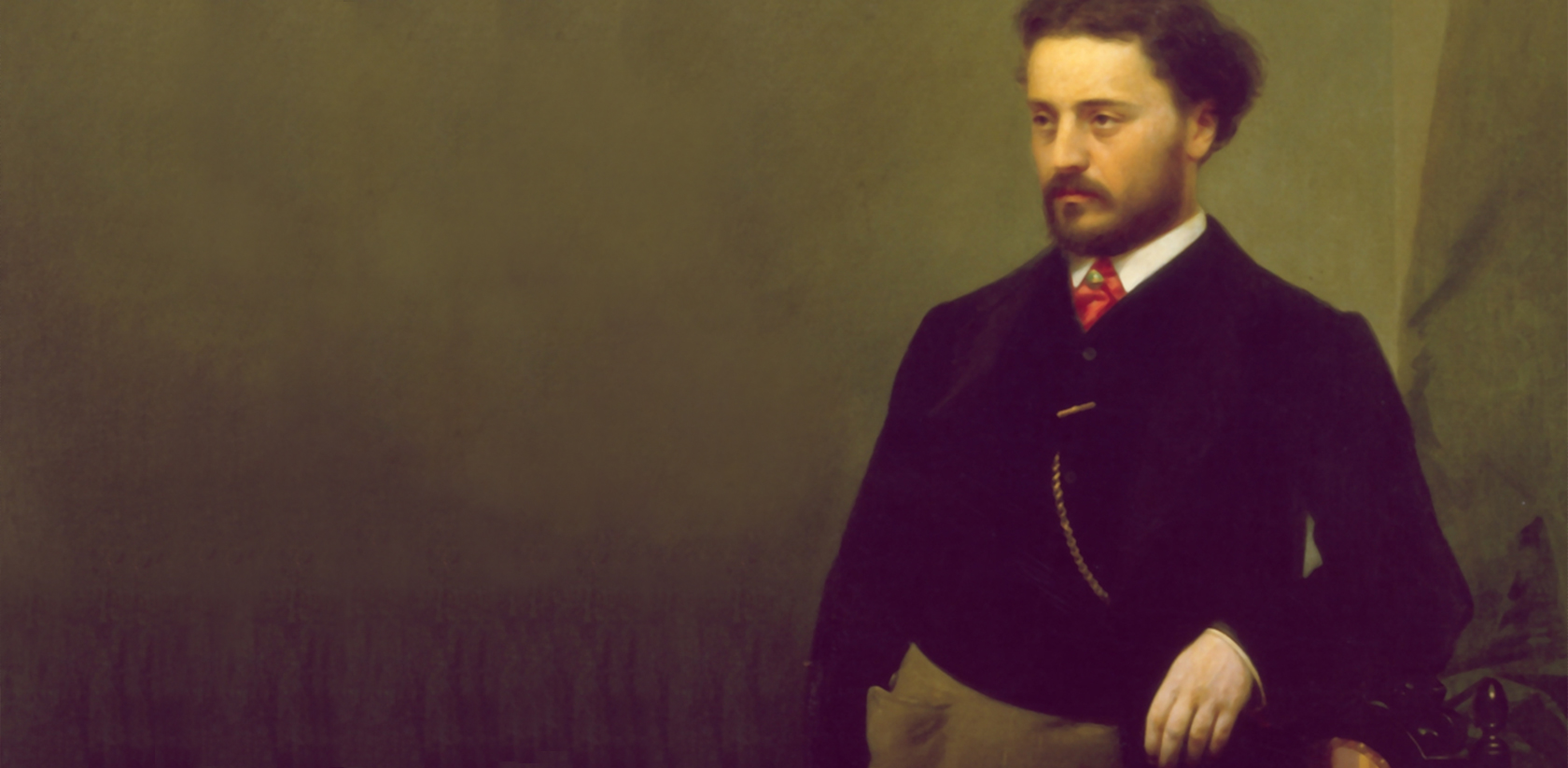

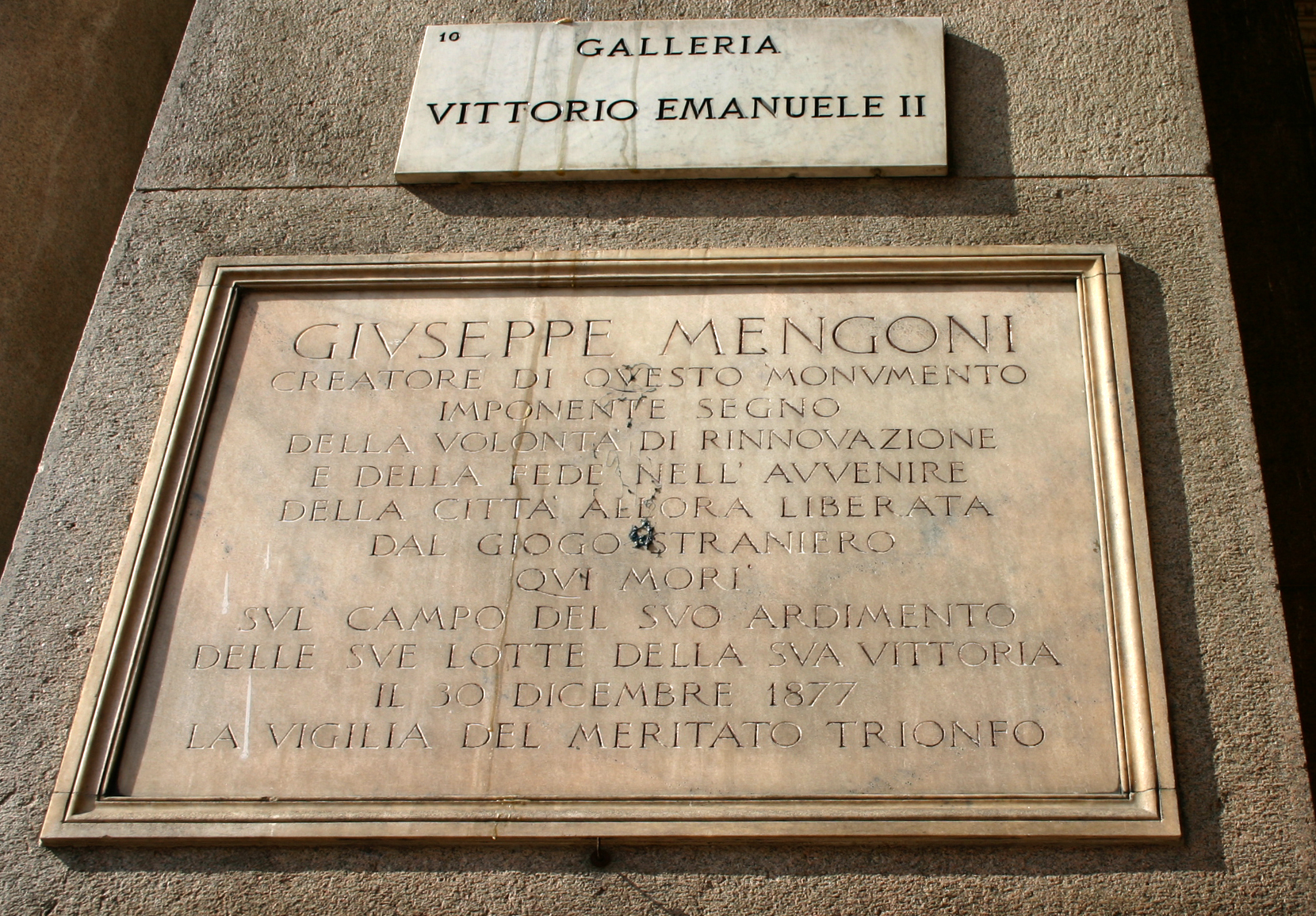
Gedenktafel für Mengoni am Eingang der Galleria Vittorio Emanuele II

Mengoni besuchte das Gymnasium in Imola und studierte ab 1847 in Bologna mathematische Physik. 1848 nahm er als Kriegsfreiwilliger des Aufstands gegen die Österreicher an den Kämpfen bei Vicenza und Venedig teil. 1849–1850 war er Mitarbeiter des Bühnenbildners Francesco Cocchi und gewann einen kurländischen Preis für sein Gemälde der Ruinen einer alten Kathedrale. Im Juli 1851 schloss Mengoni sein Studium als Ingenieur mit einer Arbeit über Optik ab und begann als Assistent des Eisenbahningenieurs Jean Louis Protche zu arbeiten, studierte aber zugleich an der Akademie der schönen Künste Bologna. Ab 1859 war Mengoni mit der Neugestaltung des Mailänder Domplatzes befasst. Er setzte sein Projekt gegen 175 Konkurrenten durch und war auch an der Finanzierung der Galleria Vittorio Emanuele II beteiligt.
Mengoni arbeitete allerdings nicht nur in Mailand. Er errichtete unter anderem das Rathaus von Castel Bolognese, den Palazzo Municipale von Malalbergo (zerstört 1945), in Bologna den Palazzo della Cassa di Risparmio (Hauptgebäude der Sparkasse) (1868–1871), die Markthalle im San Lorenzo-Viertel von Florenz und beschäftigte sich mit zahlreichen anderen Projekten.
Am 10. Januar 1872 heiratete Mengoni Carlotta Bossi de Capitani, das Paar zog in eine der repräsentativen Wohnungen an der Nordseite des Mailänder Domplatzes.
Giuseppe Mengoni verstarb am 30. Dezember 1877. Er stürzte vom Baugerüst der Galleria. Seinem Andenken ist ein kleines Museum samt Archiv in seiner Geburtsstadt gewidmet.